# Maria Teresa Letizia
Maria Teresa Letizia (Latina, 1º aprile 1947 – Milano, 26 aprile 2004) è stata una doppiatrice e attrice italiana.

## Biografia
Lavorò come attrice tra gli anni Settanta e gli anni Ottanta sia per il cinema che per la televisione, per poi dedicarsi interamente al doppiaggio.
Come doppiatrice è ricordata per aver prestato la voce a Nichelle Nichols in Star Trek,
Kirstie Alley in Cin cin e Billie Burke nel ridoppiaggio di Il mago di Oz.

## Doppiaggio

### Cinema
- Billie Burke in Il mago di Oz (doppiaggio 1985)

### Telefilm e telenovelas
- Nichelle Nichols in Star Trek
- Kirstie Alley in Cin cin
- Barbara Babcock in La signora del West
- Camilla Scott in Due South - Due poliziotti a Chicago
- Trisha Noble in Strike Force
- Barbara Feldon in Get Smart
- Anne Marie Martin in Troppo forte!
- Rebecca Gilling in Ritorno a Eden
- Priscila Camargo in Ciranda de pedra

### Videogiochi
- Neotemplari e Contessa De Vasconcellos in Broken Sword: Il segreto dei Templari[1]
- Lady Howard in Gabriel Knight 3: Il mistero di Rennes-le-Chateau[2]

## Filmografia
- Fermate il mondo... voglio scendere!, regia di Giancarlo Cobelli (1970)
- Questo matrimonio si deve fare, regia di Claudio Fino – film TV (1971)[3]
- L'ora, il luogo, il movente, regia di Vittorio Barino – miniserie TV (1972)[4]
- Marco Visconti, regia di Anton Giulio Majano – miniserie TV (1975)
- La Castiglione, regia di Dante Guardamagna – miniserie TV (1975)
- Nemici intimi, regia di Piernico Solinas – miniserie TV (1994)